# Кэжден, Исаак
Исаак Кэжден (Кашдан; англ. Isaac Kashdan; 19 ноября 1905, Нью-Йорк — 20 февраля 1985, Лос-Анджелес) — американский шахматист; гроссмейстер (1954), международный арбитр (1960). Редактор журнала «Чесс ревью» (1933—1934) и шахматного отдела газеты «Лос-Анджелес Таймс». Один из организаторов турниров на Кубок Пятигорского (1963—1966). Шахматный литератор.
Первого успеха добился в 1924, выиграв конкурс по решению задач. В турнире сильнейших мастеров США (Чикаго, 1926) занял 6-е место. Победитель открытых чемпионатов США (1938 и 1947); лучшие результаты в других чемпионатах: 1936 — 5-е; 1940 — 3-е; 1942 — 1-2-е; проиграл дополнительный матч С. Решевскому — 3½ : 7½ (+2 −6 =3); 1946 и 1948 — 2-е места. В составе команды США участник 6 олимпиад (1928—1937), в том числе на 2-й (1928) и 7-й (1937) олимпиадах показал абсолютно лучшие результаты: соответственно 13 очков из 15 (+12 −1 =2) и 14 из 16 (+13 −1 =2). Наибольших успехов добился в международных турнирах в начале 1930-х годов: Франкфурт-на-Майне (1930) — 2-е; Стокгольм (1930) — 1-е (впереди Е. Боголюбова и других); Берлин и Дьёр (1930) — 1-е; Блед (1931) — 4-7-е; Нью-Йорк (1931) — 2-е (после X. Р. Капабланки); Гастингс (1931/1932) — 2-е (после С. Флора); Лондон (1932) — 3-4-е; Пасадена (1932) — 2-е (после А. Алехина); Мехико (1932) — 1—2-е (с А. Алехиным); Сиракьюс (1934) — 2-е; Пуэрто-Рико (1936) и Гавана (1940) — 1-е;
Голливуд (1945) — 5-е места. Участник матчей СССР — США (1945, 1946 и 1955).
Шахматист позиционного стиля; отличался искусством разыгрывания простых позиций и эндшпиля, за что получил прозвище «маленький Капабланка».